# Автобан A38 (Німеччина)
Федеральний автобан A38 (A38, нім. Bundesautobahn 38)  — автобан, який відгалужується від A7 на південь від Геттінгена і веде як так звана Автострада Південний Гарц (нім. Südharzautobahn) через Гайльбад-Гайлігенштадт, Айслебен, Нордхаузен, Зангерхаузен, Лютерштадт Айслебен до Галле (Заале) і району Лейпцига. Там вона перетинає A9 і впадає в A14 у трикутнику Партенауе біля Наунгофа, що робить її частиною Центрально-німецької петлі. A38 є транспортний проєкт німецької єдності № 13. Він відкриває регіон і разом з A7 (Драмметал-Кассель) і A44 (на південний схід від Касселя) має на меті сформувати ще одне сполучення між Лейпцигом/Галле і Рурський регіон і, таким чином, частково розвантажує A2. З 22 грудня 2009 року автобан був повністю відкритий для руху.